# Media-Scape
Media-Scape ist eine Reihe von Treffen mit Ausstellungen, Film/Videoprogrammen und Symposien von internationalen Künstlern im Medienkontext.
Media-Scape wurde im Mai 1991 von Heiko Daxl, Ingeborg Fülepp, Bojan Baletic und Malcolm Le Grice in Zagreb (Kroatien) gegründet.
Von 1991 bis 1999 fand Media-Scape jährlich im Mimara-Museum, im MultimediaCentar, im HDLU (Hrvatsko drustvo likovnih umjetnika) und im Museum für Zeitgenössische Kunst in Zagreb statt. In diesem Zeitrahmen wurden künstlerische Medienarbeiten von mehr als 300 Künstlern ausgestellt.  Im Jahr 2005 zog Media-Scape in die von Jerica Ziherl geführte Galerija Rigo / Museum Lapidarium in der Stadt Novigrad (Cittanova) in Istrien um und seit 2006 gibt es in Berlin in der Galerie der Künste (GdK) in Zusammenarbeit mit Noam Braslavsky einen Ableger unter dem Titel „Strictly Berlin“.